# Paul Bahoken
Paul Bahoken (ur. 7 maja 1955 w Duali) – piłkarz, występował na pozycji napastnika. Jego syn, Stéphane, również jest piłkarzem i reprezentantem Kamerunu.

## Życiorys
Swoją karierę zaczynał na pozycji skrzydłowego w Éclair Douala. Następnie grał w Tonnerre Jaunde. Później wyjechał do Francji, gdzie grał w Stade de Reims, Troyes AC, AS Cannes, Valenciennes FC, czy Olympique Alès. Karierę kończył w sezonie 1985/1986 w Saint-Raphaël Stade, strzelając 3 bramki w 10 meczach.
Ma za sobą udział w Mistrzostwach Świata 1982, na których zagrał jeden mecz. Wszedł w 73 minucie meczu z Peru, zmieniając Jacques’a N’Gueę. Bahoken był w kadrze na Letnie Igrzyska Olimpijskie 1984, jednak reprezentacja Kamerunu nie wyszła nawet z grupy, wygrywając tylko mecz z Irakiem 1:0.